# Mary Jane Richardson Jones

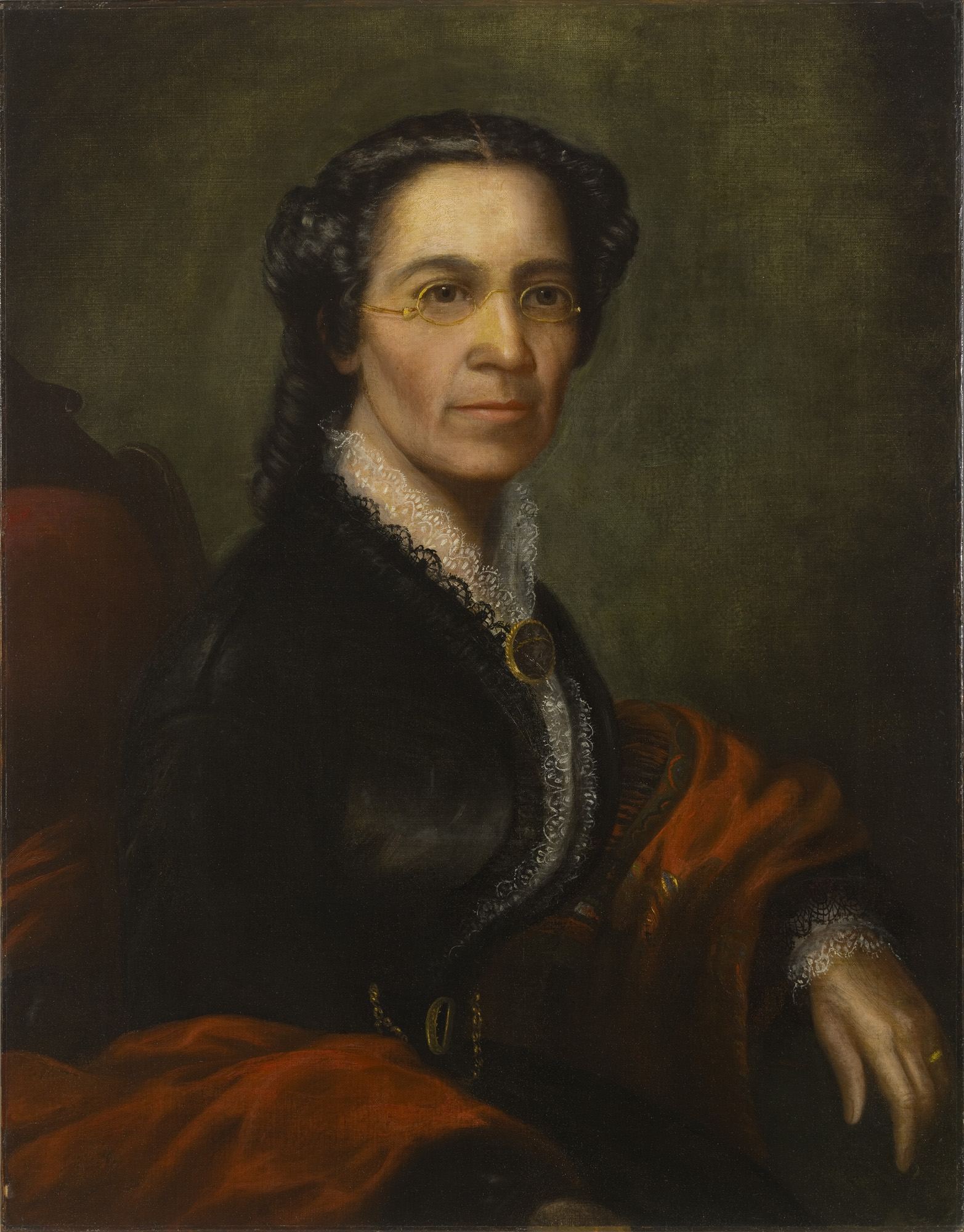
Mary Richardson Jones, Porträt von Aaron E. Darling, ca.1865

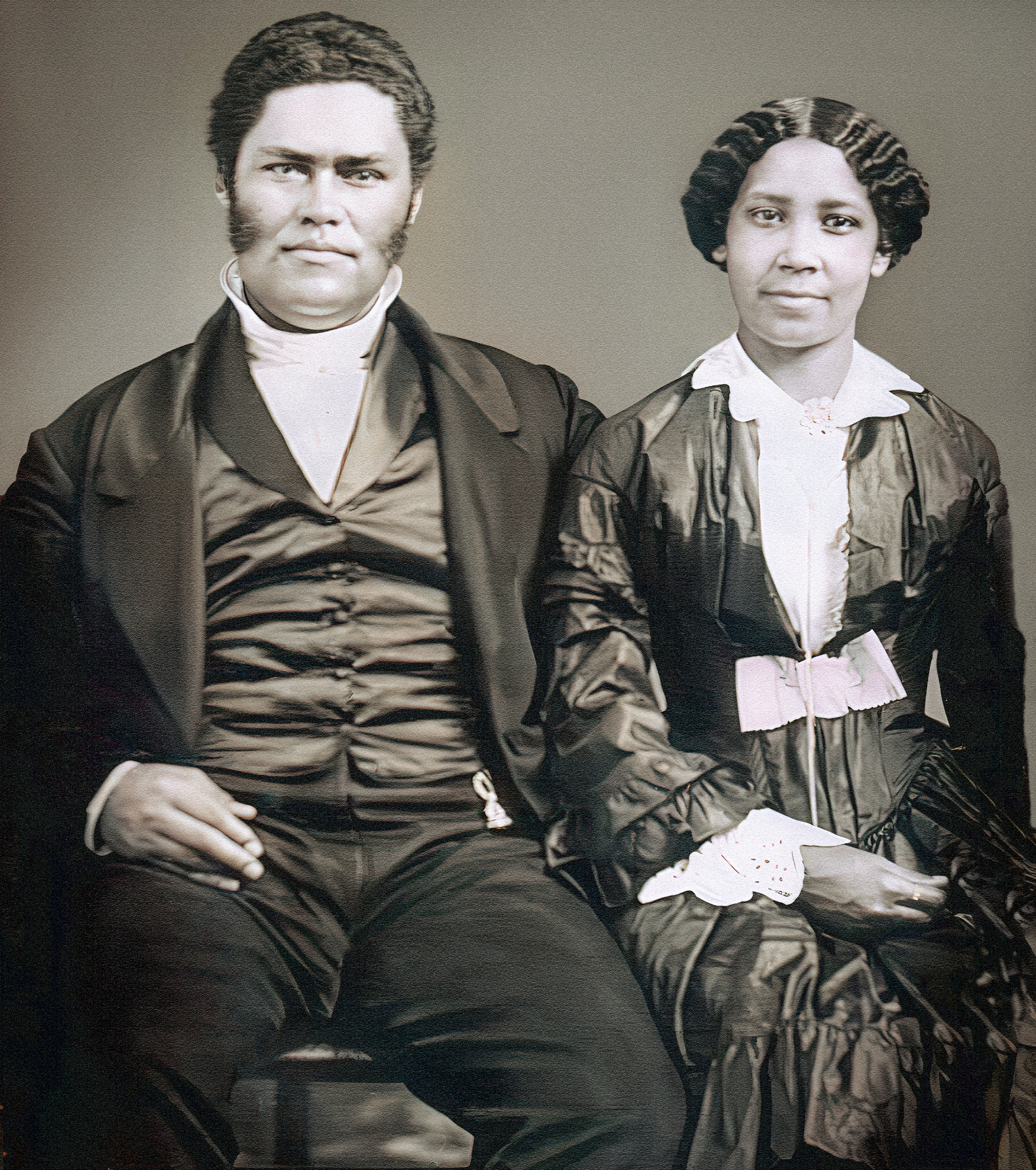
Mary Jane Richardson Jones mit ihrem Mann John kurz nach der Heirat

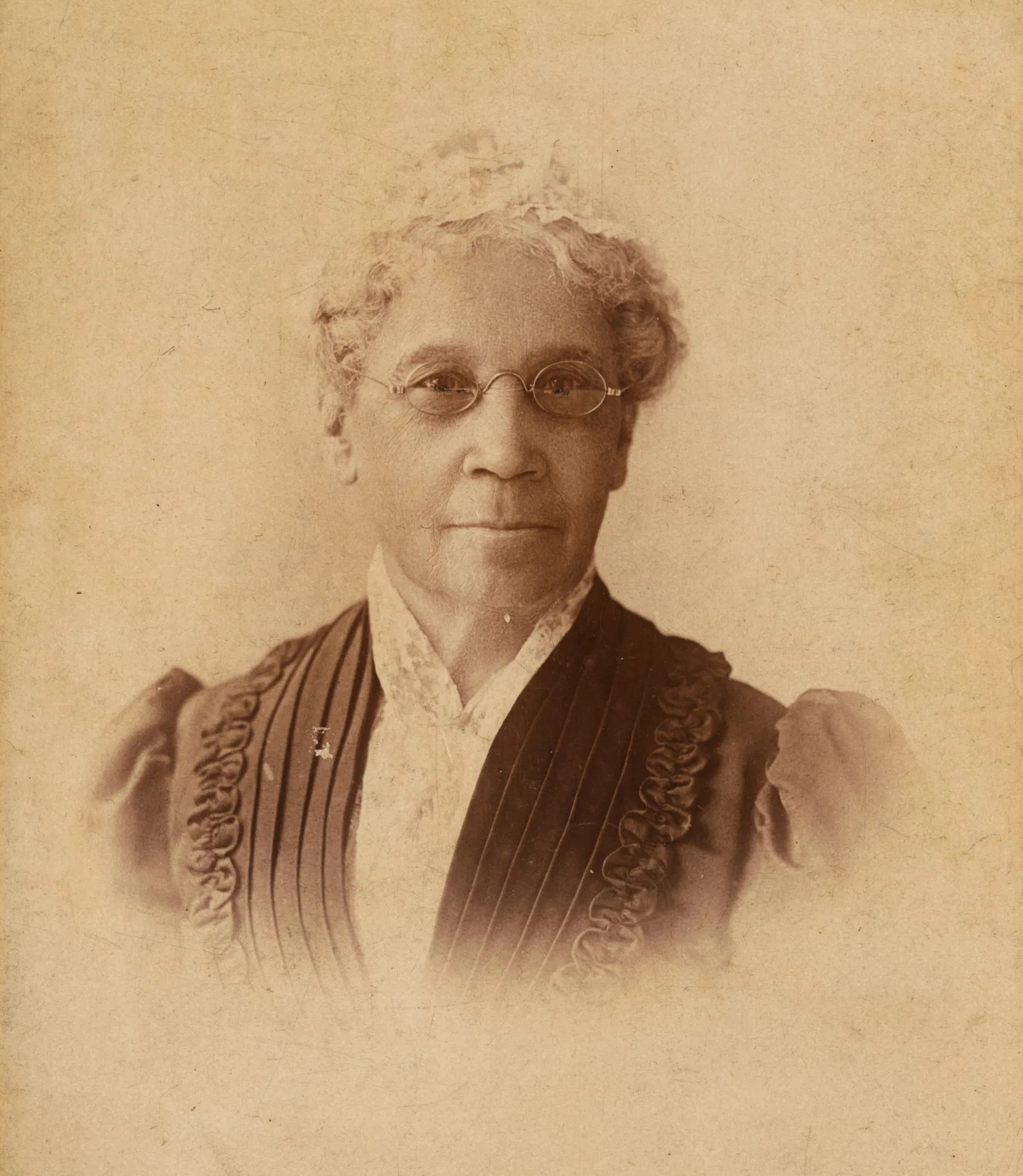
Aufnahme im Kabinettformat, ca. 1883

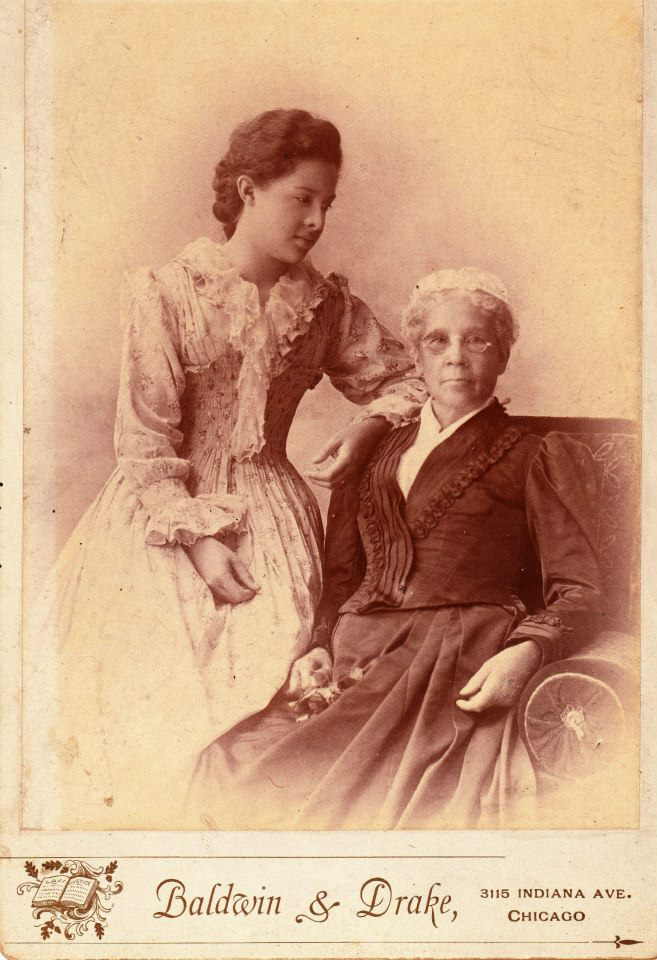
Jones mit ihrer Enkelin Theodora Lee Purnell, 1883

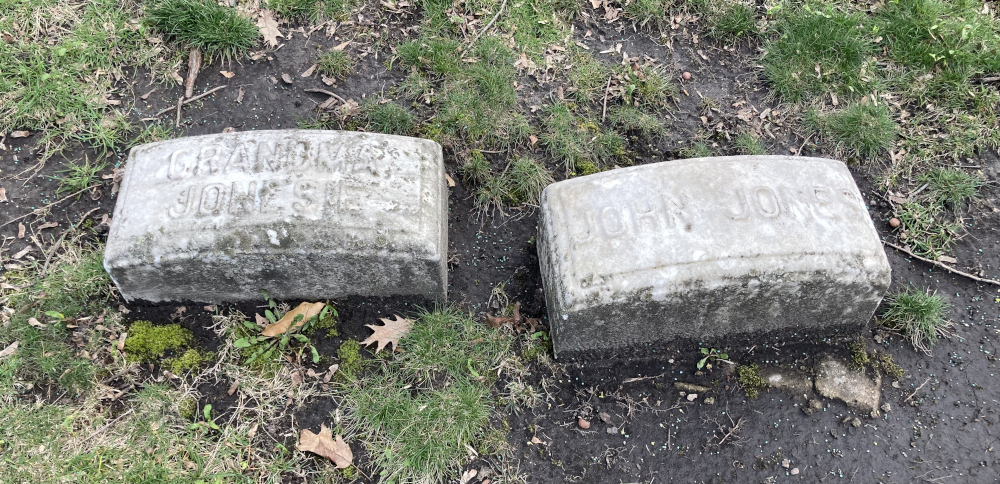
Gemeinsames Grab des Ehepaars Jones auf dem Graceland Cemetery

Mary Jane Richardson Jones (* 1819 in Memphis, Tennessee; † 26. Dezember 1909 in Chicago, Illinois) war eine US-amerikanische Abolitionistin, Philanthropin und Suffragette.
Sie wurde als Tochter freier afroamerikanischer Eltern in Tennessee geboren und zog mit ihrer Familie während ihrer Teenagerzeit nach Illinois. Zusammen mit ihrem Mann John Jones war sie eine führende afroamerikanische Persönlichkeit in der frühen Geschichte Chicagos. Das Haus der Jones war eine Station der Underground Railroad und ein Zentrum der Abolitionisten in der Zeit vor dem Bürgerkrieg, wo sie Hunderten von Flüchtlingen aus der Sklaverei half.
Nach dem Tod ihres Mannes im Jahr 1879 setzte sich Jones weiterhin für die Bürgerrechte der Afroamerikaner und deren Förderung in Chicago ein und wurde zur Frauenrechtlerin. Jones engagierte sich in der Frauenclubbewegung und war Mentorin einer neuen Generation jüngerer schwarzer Führungspersönlichkeiten, wie Fannie Barrier Williams und Ida B. Wells. Die Historikerin Wanda A. Hendricks charakterisiert sie als „wohlhabende aristokratische Matriarchin, die zwei Jahrzehnte lang der schwarzen Elite der Stadt vorstand“.

## Leben
Mary Jane Richardson wurde 1819 in Memphis, Tennessee, geboren. Richardson stammte aus einer freien schwarzen Familie und war die Tochter von Elijah Richardson und seiner Frau Diza, in eine Quelle auch Diaz. Ihr Vater war Hufschmied, ihre Mutter Hausfrau. Richardson war eines der mittleren von neun Kindern, die den Richardsons zwischen 1810 und 1845 geboren wurden. In ihrem 1945 erschienenen Buch They Seek A City beschrieben Arna Bontemps und Jack Conroy Richardson als eine hellhäutige Frau, deren „königliche Schönheit in späteren Jahren zur Legende wurde“.
In den 1830er Jahren zog die Familie nach Alton in Illinois. Als Teenager wurde sie Zeugin der Unruhen in Alton im Zusammenhang mit der Ermordung von Elijah Parish Lovejoy, einem abolitionistischen Zeitungsmann. Die Beerdigung von Lovejoy fand vor dem Haus von Richardsons Vater statt, ein Ereignis, an das sie sich noch Jahre später lebhaft erinnerte.
Im Jahr 1841 heiratete sie John Jones und nahm seinen Nachnamen an. Er war ein freier schwarzer Mann, der ursprünglich aus North Carolina stammte. Jones hatte ihn in Tennessee kennengelernt, und er zog nach Alton, um sie zu umwerben. Ihre Tochter Lavinia wurde 1843 geboren. Das Paar, das stets darauf Sorge hatte, dass sein Status als freier Mann in Frage gestellt werden könnte, erwirkte am 28. November 1844 vor einem Gericht in Alton neue Kopien der Papiere für Freigelassene. Die junge Familie zog dann im März 1845, acht Jahre nach der Gründung der Stadt, nach Chicago. Als überzeugte Abolitionisten wurden sie von der großen Anti-Sklaverei-Bewegung Chicagos angezogen. Auf der Reise wurden sie verdächtigt, entlaufene Sklaven zu sein, und festgehalten, kamen aber nach dem Appell ihres Postkutschenfahrers wieder frei.
Die Familie kam in der Stadt mit nur 3,50 Dollar an (in heutigen Werten etwa 100 Euro) und musste eine Uhr verpfänden, um die Miete und den Kauf von zwei Öfen zu bezahlen. Ein schwarzer Lebensmittelhändler, O. G. Hanson, gab einen Kredit von 2 Dollar. John Jones’ Schneiderei war erfolgreich und 1850 konnten sie sich ein eigenes Haus leisten. Obwohl beide Analphabeten waren, als sie in der Stadt ankamen, erlernten sie schnell Lesen und Schreiben, da sie dies als Schlüssel zur Selbstbestimmung ansahen – John Jones schrieb, dass „Lesen einen freien Mann macht“.
Das Ehepaar Jones wurde Mitglied der, zum Zeitpunkt ihrer Ankunft 140 Personen kleinen Gemeinschaft von Afroamerikanern in Chicago. Zusammen mit drei anderen Frauen wurde Jones eine führende Persönlichkeit in der African Methodist Episcopal Church, die in der Quinn Chapel beheimatet war, und baute diese zu einer wichtigen Station der Underground Railroad aus. Das Ehepaar schloss sich der Liberty Party an und machten ihr eigenes Haus zu Chicagos zweiter Station der Underground Railroad.
Während Johns Schneiderei florierte, leiteten die Jones ihr Haus als Zentrum des schwarzen Aktivismus und organisierten den Widerstand gegen die Black Codes und andere restriktive Gesetze wie den Fugitive Slave Act. Zu ihren Freunden zählten prominente Abolitionisten wie Frederick Douglass, der sie mit John Brown bekannt machte. Brown und seine Gefährten, die Jones als „die am rauesten aussehenden Männer, die ich je gesehen habe“ beschrieb, wohnten bei den Jones auf ihrem Weg nach Osten zu ihrem Überfall auf Harpers Ferry Armory. Jones versorgte die Radikalen mit neuer Kleidung, darunter auch, wie sie sich Jahre später erinnerte, das Gewand, in dem Brown sechs Monate später gehängt wurde. Das Ehepaar Jones selbst war nicht militant und unterstützte Browns Plan eines gewaltsamen Sklavenaufstands nicht.
Gemeinsam mit ihrem Ehemann unterstützte Jones Hunderte von Sklaven, die nach Kanada flohen, zu einer Zeit, als solche Aktionen noch illegal waren, und hielt während der Versammlungen der Abolitionisten Wache vor der Tür. 1905 erinnerte sich ihre Tochter Lavinia Jones Lee daran, dass ihre Mutter persönlich am Bahnhof der Galena and Chicago Union Railroad in der Sherman Street Flüchtlinge in Züge nach Norden verlud, während Sklavenfänger zusahen, die von einer Menge von Sklavereigegnern ferngehalten wurden. Jones behielt den Überblick über diejenigen, denen sie geholfen hatte, schrieb Briefe an viele ehemalige Flüchtlinge und bildete ein Netzwerk der Hilfe, das sich um sie und John drehte.
1861 half das Ehepaar Jones bei der Gründung der Olivet Baptist Church, in der sich die erste Bibliothek für Schwarze in Chicago befand, und zusammen mit drei anderen Frauen gründete Jones 1871 über die Kirche eine Hilfsgruppe namens Workers for the King. Während des Bürgerkriegs im Jahr 1861 rekrutierte Jones für die United States Colored Troops. Zusammen mit anderen Aktivisten wie Sattira Douglas leitete sie die Gründung der Colored Ladies’ Freedmen’s Aid Society of Chicago (CLFAS), die ehemalige Sklaven direkt unterstützte und ein Forum für politische Aktionen bot. Jones setzte sich auch nach Kriegsende für Integration und Bürgerrechte ein.
1871 wurde John Jones zum Commissioner für das Cook County gewählt und war damit der erste Afroamerikaner, der in Illinois in ein öffentliches Amt gewählt wurde. Im selben Jahr zerstörte der Große Brand von Chicago sowohl das Haus der Familie Jones als auch die vierstöckige Schneiderei, die zusammen einen Wert von 85.000 Dollar hatten (nach heutigem Wert fast 2 Mio. Dollar). Der Familie gelang es, ein neues Haus in der Nähe der Prairie Avenue zu bauen. Auch die Schneiderei wurde an einem neuen Standort wieder aufgebaut und John Jones arbeitete dort bis zu seiner Pensionierung im Jahr 1873.
Nach dem Tod ihres Mannes durch die Brightsche Krankheit am 27. Mai 1879 wurde Jones unabhängig und wohlhabend. Der Nachlass ihres Mannes wurde auf über 70.000 Dollar geschätzt (nach heutigem Wert ungefähr 2 Mio. Dollar); er war einer der reichsten Männer der Stadt gewesen. Die Schneiderei wurde von Lloyd Garrison Wheeler, einem Freund der Familie, übernommen.
Mit dem Umzug in ein neues stattliches Haus demonstrierte sie ihren wirtschaftlichen Status und ihre soziale Bedeutung. Sie galt bis in die 1890er Jahre als Zentrum der schwarzen Gesellschaft in Chicago. Die Historikerin Wanda A. Hendricks beschrieb sie als „reiche aristokratische Matriarchin, die zwei Jahrzehnte lang der schwarzen Elite der Stadt vorstand“.
Jones widmete ihr Vermögen der Philanthropie und dem politischen Aktivismus. Sie leistete einen bedeutenden Beitrag zum Hull House und zum Phillis Wheatley Club in Chicago. Ihre finanzielle Unterstützung ermöglichte 1908 die Gründung des Wheatley Home for Girls, das neu angekommene Migranten aus ländlichen Gegenden unterstützte.
Jones war zunächst zurückhaltend mit einer Unterstützung  für das Frauenwahlrecht. Sie argumentierte, dass prominente afroamerikanische Frauen wie Edmonia Lewis sich nicht für das Wahlrecht eingesetzt hatten, und allgemeiner, dass „her idea of woman suffrage [was that] a woman should do all she could do“.  Nachdem sie sich entschlossen hatte, die Sache des Frauenwahlrechts zu unterstützen, lud sie Susan B. Anthony, Carrie Chapman Catt und andere zu Treffen in ihr Haus ein.
Sie war Mentorin einer neuen Generation von Führungspersönlichkeiten unter den schwarzen Frauen, darunter Fannie Barrier Williams, Ida B. Wells und Elizabeth Lindsay Davis. Einem Reporter der Chicago Tribune, der 1888 eine Geschichte über „kultivierte Negerinnen“ schrieb, sagte sie: „Wir wollen mehr Gerechtigkeit für die Frauen und mehr Tugend unter den Männern.“  1894 war Jones aktiv in der Frauenclub-Bewegung und die erste Vorsitzende des neuen Clubs von Ida B. Wells und verlieh der Neugründung damit Gewicht. Zusammen mit Fannie Barrier Williams leitete Jones die Frauensektion des Prudence Crandall Literary Club, eines prominenten Forums für schwarzen Aktivismus und Feminismus in Chicago. Jones unterstützte auch jüngere schwarze Chicagoer wie Daniel Hale Williams. Sie stellte Hale Williams eine Unterkunft in ihrem Haus zur Verfügung und finanzierte seine medizinische Ausbildung im Tausch gegen Hilfe im Haushalt. Als er seine eigene Arztpraxis eröffnete, war Jones eine seiner ersten Patientinnen. Später, als er 1891 das Provident Hospital als nicht-segregierte Einrichtung gründete, stiftete sie einen erheblichen Beitrag.
Jones starb in hohem Alter. Sie ist neben ihrem Ehemann auf dem Graceland Cemetery in Chicago unter einem Grabstein mit der Aufschrift „Grandma Jonesie“ begraben. 2005 wurde ein Park in Chicago nach ihr benannt.